# Amago Tsunehisa
Amago Tsunehisa (尼子 経久?; 25 dicembre 1458 – 30 novembre 1541) è stato un potente daimyō giapponese del periodo Sengoku, che portò il clan Amago all'egemonia sulla regione di Chūgoku. Inizialmente servitore del clan Rokkaku, all'apice della sua carriera governava le province di Inaba, Hōki, Izumo, Iwami, Oki, Harima, Mimasaka, Bizen, Bitchū, Bingo e Aki.

## Biografia
Tsunehisa nacque nel marzo del 1458, figlio maggiore di Amago Kiyosada (尼子 清定? morto nel 1478) il quale era custode del castello di Gassan-Toda attorno al 1467 e servitore di Kyōgoku Masatsune. Fu espulso assieme al padre da Gassan-Toda nel 1484 e fu costretto a vagare mentre ottenne il sostegno di Yamanaka Katsushige e di altri alleati degli Amago. Gassan-Toda nel frattempo entrò in possesso della famiglia Enya. Durante una festa di capodanno del 1486, Tsunehisa introdusse un piccolo gruppo di uomini a Gassan-Toda e uccise il signore del castello e la sua famiglia, rivendicandone il controllo. 
Sotto la guida di Tsunehisa il clan Amago divenne potente a Izumo ed entrò in conflitto con il clan Ōuchi, cercando di approfittare del coinvolgimento di quest'ultimo negli eventi a Kyoto per espandere il loro potere. Nell'ottobre del 1518, mentre gli Amago si stavano muovendo contro la provincia di Hōki, il vassallo Amago, Sakurai Soteki, si ribellò e fu assediato da Tsunehisa accompagnato dal figlio maggiore, Masahisa, che fu colpito e ucciso da un arciere difensore. Tsunehisa fu sopraffatto dal dolore e pensò di ritirarsi in favore di suo fratello Hisayuki, desistendo quando Hisayuki rifiutò la carica. Tsunehisa in seguito nominerà il figlio di Masahisa, Akihisa, come suo erede. Nel 1521 lo shōgun Ashikaga Yoshiharu costrinse Tsunehisa a pacificarsi con gli Ōuchi. Ma l'anno successivo Ōuchi Yoshioki invase la provincia di Aki e la guerra ricominciò. Anche Tsunehisa entrò nella provincia di Aki e Mōri Motonari ne divenne un vassallo. Nel 1523 Tsunehisa tentò di conquistare il castello di Kagamiyama (assedio di Kagamiyama), detenuto da Kurata Fusanobu. Fusanobu resistette con forza e fu solo tramite l'abile strategia di Motonari che fu ucciso e il castello conquistato. Tuttavia negli anni successivi gli Ōuchi ripresero il controllo di gran parte della provincia di AKi e Motonari ne divenne alleato.
Quando il grande rivale degli Amago, Ōuchi Yoshioki, morì nel 1528, Tsunehisa colse l'occasione per espandere l'influenza di Amako verso est e in Iwami, sempre un'area di contesa per le sue preziose miniere d'argento. Nel 1532 il suo terzo figlio Okihisa fu incoraggiato dai suoi servitori a ribellarsi per la successione degli Amago. Le truppe di Okihisa furono sconfitte da un esercito guidato dal fratello di Tsunehisa, Haruyuki. In seguito Okihisa si suicidò. Poco dopo Tsunehisa si ritirò a favore di suo nipote Akihisa (Haruhisa), ma continuò a prendere le decisioni più importanti. Durante questo periodo, gli Amago catturarono le miniere d'argento di Iwami nel 1537 per poi perderle temporaneamente contro gli Ōuchi nel 1539 (le avrebbero recuperate due anni dopo). 
Morì il 30 novembre 1541. L'unico figlio rimasto, Amago Kunihisa, rimase un pilastro del clan Amago fino alla morte. Ebbe tre figli: Masahisa, Kunihisa e Okihisa.
Noto stratega e daimyō di indubbia qualità , Tsunehisa lasciò come eredità il santuario di Kitsugi a Izumo, che aveva costruito nel 1530.